# 貝爾級數
貝爾級數是數論上一種研究算術函數的工具。它是形式幂级数。
給定算術函數f和質數p，f模p的貝爾級數為 {\displaystyle f_{p}(x)=\sum _{i=0}^{\infty }f(p^{n})x^{n}}
- 唯一定理：對於任意質數p，若兩個積性函數模p的貝爾級數都相等，則這兩個函數是相等的。
- 對於兩個算術函數的狄利克雷卷積，有{\displaystyle {(f*g)_{p}}(x)=f_{p}(x)\times g_{p}(x)}。
- 一個完全積性函數的貝爾級數為幾何級數：{\displaystyle f_{p}(x)={\frac {1}{1-f(p)x}}}。

## 例子
以下是一些常见的算术函数的贝尔级数。
- 默比乌斯函数{\displaystyle \mu }的{\displaystyle \mu _{p}(x)=1-x.}
- 欧拉函数{\displaystyle \phi }的{\displaystyle \phi _{p}(x)={\frac {1-x}{1-px}}.}
- 刘维尔函数{\displaystyle \lambda }的{\displaystyle \lambda _{p}(x)={\frac {1}{1+x}}.}
- 因子函数{\displaystyle \sigma _{k}}的{\displaystyle (\sigma _{k})_{p}(x)={\frac {1}{1-\sigma _{k}(p)x+p^{k}x^{2}}}.}